# Stiphodon
Cá bống rồng (Danh pháp khoa học: Stiphodon) là một chi của họ cá Oxudercidae. Chúng là loài cá cảnh sỡ hữu hình dáng nhỏ bé nhưng lại hùng dũng như một con rồng, bởi hội tụ những nét đặc sắc từ vây lưng nhọn cùng với màu sắc bắt mắt hơn so với các loại cá bống khác. Vây trên thân của chúng cũng giống vây rồng. Những chú cá bống rồng lớn thì đầu chúng mỗi con có một màu khác nhau nhưng đa phần là màu xanh.

## Các loài
Chi này hiện hành có các loài sau đây được ghi nhận:
- Stiphodon alcedo Maeda, Mukai & Tachihara, 2012
- Stiphodon alleni Watson, 1996
- Stiphodon astilbos Ryan, 1986
- Stiphodon atratus Watson, 1996 (Black stiphodon)
- Stiphodon atropurpureus (Herre, 1927)
- Stiphodon aureorostrum I. S. Chen & H. H. Tan, 2005
- Stiphodon birdsong Watson, 1996
- Stiphodon caeruleus Parenti & Maciolek, 1993
- Stiphodon carisa Watson, 2008 (Lampung Hill-stream Goby)
- Stiphodon discotorquatus Watson, 1995
- Stiphodon elegans (Steindachner, 1879)
- Stiphodon hydroreibatus Watson, 1999
- Stiphodon imperiorientis Watson & I. S. Chen, 1998
- Stiphodon julieni Keith, Watson & Marquet, 2002
- Stiphodon kalfatak Keith, Marquet & Watson, 2007 (Kalfatak's stiphodon)
- Stiphodon larson Watson, 1996
- Stiphodon maculidorsalis Maeda & H. H. Tan, 2013[3]
- Stiphodon martenstyni Watson, 1998
- Stiphodon mele Keith, Marquet & Pouilly, 2009 (Mele's stiphodon)
- Stiphodon multisquamus H. L. Wu & Y. Ni, 1986
- Stiphodon niraikanaiensis Maeda, 2013[2]
- Stiphodon oatea Keith, Feunteun & Vigneux, 2010
- Stiphodon ornatus Meinken, 1974
- Stiphodon pelewensis Herre, 1936
- Stiphodon percnopterygionus Watson & I. S. Chen, 1998
- Stiphodon pulchellus (Herre, 1927)
- Stiphodon rubromaculatus Keith & Marquet, 2007
- Stiphodon rutilaureus Watson, 1996 (Golden-red stiphodon)
- Stiphodon sapphirinus Watson, Keith & Marquet, 2005 (Sapphire stiphodon)
- Stiphodon semoni M. C. W. Weber, 1895
- Stiphodon surrufus Watson & Kottelat, 1995: Nó là loài đặc hữu của Philippines.
- Stiphodon tuivi Watson, 1995
- Stiphodon weberi Watson, G. R. Allen & Kottelat, 1998
- Stiphodon zebrinus Watson, G. R. Allen & Kottelat, 1998